# Thunberginol B
Thunberginol B es una isocumarina que se encuentra en Hydrangeae Dulcis Folium, las hojas procesadas de Hydrangea macrophylla var. thunbergii.